# Игналинская АЭС
Игнали́нская а́томная электроста́нция (лит. Ignalinos atominė elektrinė) — остановленная атомная электростанция (АЭС) на северо-востоке Литвы, действовавшая 26 лет: с 31 декабря 1983 года по 31 декабря 2009 года. АЭС находится на южном берегу озера Друкшяй (лит. Drukšiai), в Висагинском самоуправлении, около города Висагинас. Прежде территория электростанции относилась к Игналинскому району, отсюда произошло её название. За время эксплуатации два энергоблока выработали 307,9 млрд кВт·ч электроэнергии (из них первый блок — 137,7, второй блок — 170,2).
Существовали планы постройки к 2015 — 2021 году Литвой, Латвией, Эстонией и японской компанией Hitachi рядом с остановленной ИАЭС новой Висагинской АЭС, при этом премьер-министры балтийских стран и руководители энергокомпаний утверждали, что альтернативы ядерной энергетике нет и строительство нового энергоблока будет способствовать «энергетической безопасности и экономическому росту в регионе». Но эти планы не реализовались (утверждалось, что проект новой станции приостановлен из-за неблагоприятной ситуации на рынке для продажи электроэнергии) и их реализация маловероятна ввиду строительства в регионе новых АЭС — в Беларуси (БелАЭС, введена в строй в 2020 году) и в Калининградской области (Балтийская АЭС, законсервирована).
С 2010 года ведётся демонтаж оборудования и систем станции. На май 2024 года демонтировано около 40 % оборудования, завершение работ по закрытию станции запланировано на 2038 год.

## Техническое описание

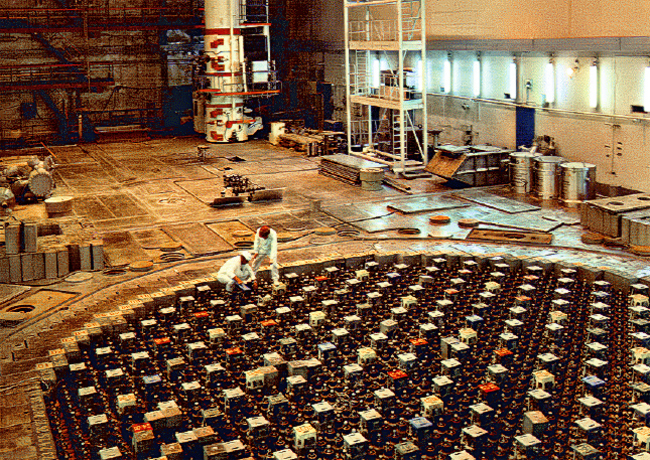
Реактор РБМК-1500

На Игналинской АЭС были установлены водографитовые атомные реакторы РБМК-1500 канального типа на тепловых нейтронах. Тепловая мощность одного блока Игналинской АЭС — 4800 МВт, электрическая мощность — 1500 МВт. После Чернобыльской аварии тепловая мощность реактора была ограничена до 4200 МВт. Первый энергоблок функционировал в период с 1984 по 2004 годы (проектный срок эксплуатации до 2028 года), с 1 января 2005 года по требованию ЕС был начат его вывод из эксплуатации. Второй энергоблок функционировал с 1987 по 2009 год, 31 декабря 2009 года реактор был остановлен (технически возможный срок эксплуатации реактора — до 2032 года).
Игналинская АЭС, как и все станции с реакторами типа РБМК, имеет одноконтурную тепловую схему: насыщенный водяной пар с давлением 6,5 МПа, подаваемый на турбины, образуется непосредственно в реакторе при кипении проходящей через него лёгкой воды, циркулирующей по замкнутому контуру.
Первая очередь станции включала в себя два энергетических блока. На блоке с одним реактором были установлены две турбины мощностью по 750 МВт каждая. На каждом энергоблоке были предусмотрены помещения систем транспортировки ядерного горючего и пультов управления. Общими для энергоблоков являются машинный зал, помещения газоочистки и системы подготовки воды. На момент эксплуатации двух реакторов Игналинская АЭС производила примерно 70 % электроэнергии, потребляемой в Литве.

## Руководители
Первым директором Игналинской АЭС был Константин Захаров, проработавший на этой должности с 1976 по 1983 годы. С марта 1983 до июля 1986 года станцией руководил Николай Луконин. На смену ему пришёл Анатолий Хромченко, ставший директором на период с 1986 по 1991 годы. Долголетним руководителем (с 1991) станции, вплоть до её остановки, являлся Виктор Шевалдин.
В конце марта 2010 правительство отозвало Виктора Шевалдина с поста директора уже недействующей и закрывающейся АЭС, и назначило на эту должность руководителя подразделения по закрытию станции Освальдаса Чюкшиса (Шевалдин перешёл на должность советника гендиректора, проработав в этой должности до начала мая 2011).
В конце апреля 2011 года О. Чюкшис был назначен на пост директора по корпоративным делам АЭС, а к руководству станции приступил 50-летний Жильвинас Юркшус.
5 февраля 2013 года Ж. Юркшус отозван с должности, на пост главы гендиректора ИАЭС был объявлен конкурс, после проведения которого на эту должность 5 марта был назначен 39-летний Дарюс Янулявичюс. До избрания нового руководителя обязанности временно выполнял директор департамента снятия станции с эксплуатации Вигантас Галкаускас.

### Энергоблоки
| Энергоблок | Тип реакторов | Мощность | Мощность | Начало строительства        | Подключение к сети                   | Ввод в эксплуатацию                  | Закрытие                             |
| Энергоблок | Тип реакторов | Чистый   | Брутто   | Начало строительства        | Подключение к сети                   | Ввод в эксплуатацию                  | Закрытие                             |
| ---------- | ------------- | -------- | -------- | --------------------------- | ------------------------------------ | ------------------------------------ | ------------------------------------ |
| Игналина-1 | РБМК-1500     | 1185 МВт | 1300 МВт | 01.05.1977                  | 31.12.1983                           | 01.05.1984                           | 31.12.2004                           |
| Игналина-2 | РБМК-1500     | 1185 МВт | 1300 МВт | 01.01.1978                  | 20.08.1987                           | 01.12.1987                           | 31.12.2009                           |
| Игналина-3 | РБМК-1500     | 1380 МВт | 1500 МВт | 01.06.1985                  | Строительство остановлено 30.08.1988 | Строительство остановлено 30.08.1988 | Строительство остановлено 30.08.1988 |
| Игналина-4 | РБМК-1500     | 1380 МВт | 1500 МВт | Строительство не начиналось | Строительство не начиналось          | Строительство не начиналось          | Строительство не начиналось          |

## История

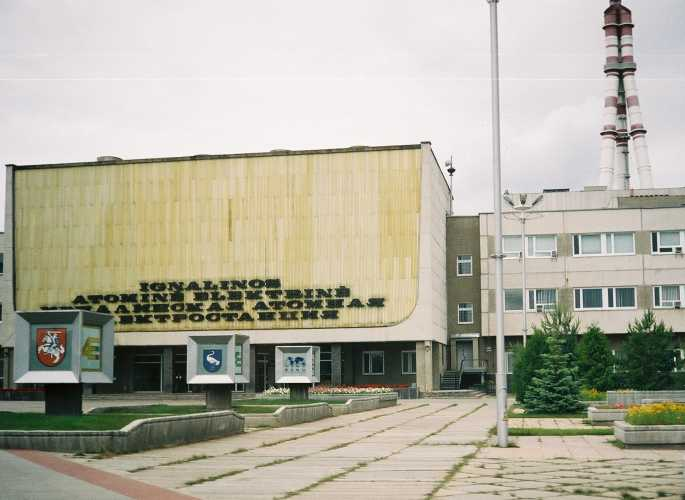
Главный вход (2004 г.)

Изначально строительство станции предполагалось на белорусском берегу озера Дрисвяты. Однако из-за неподходящих грунтов площадка под строительство была выбрана на литовском берегу в Игналинском районе, в нескольких километрах от границы с Белорусской ССР.
Постановление ЦК КПСС и Совета Министров СССР «О строительстве на территории Литовской ССР Игналинской атомной станции (ИАЭС) полной мощностью 3000 МВт» было принято 16 сентября 1971 года.
Подготовительные работы к строительству Игналинской АЭС начались в 1974 году, а уже в 1975 году был заложен первый камень на месте будущего города-спутника Снечкус (ныне Висагинас). Жилые кварталы Снечкуса проектировали ленинградские архитекторы во главе с Борисом Николаевичем Локтевым. Над проектами районов работал Юрий Вуйда. В городскую планировку вписывались общественные учреждения — детсады, школы и больницы. Рабочий проект города выполнил отдел ленинградского Всесоюзного научно-исследовательского и проектно-изыскательского института энерготехники Министерства среднего машиностроения СССР (ВНИИПИЭТ). Первые жилые дома были сданы в эксплуатацию в первом квартале 1977 года, и одновременно открылась первая общеобразовательная школа на 1 284 учеников. Всего в городе было построено 248 многоквартирных жилых домов.
Строительство было Всесоюзной ударной комсомольской стройкой.
Полномасштабные работы по возведению первого блока АЭС были начаты в марте 1978 года, второго блока — в начале 1980 года. Всего на Игналинской АЭС планировалось построить четыре энергоблока с типом реакторов РБМК-1500 (на тот момент самым мощным в мире энергетическим реактором). В 1983 году началось строительство третьего блока АЭС, а 31 декабря того же года был запущен первый энергоблок.
Строительство станции обеспечивал сначала железнодорожный цех, построивший подъездные пути к стройплощадке и обеспечивший их маневровыми локомотивами и вагонами. В 1980 году он был реорганизован в Управление железнодорожного транспорта (УЖДТ), которым последовательно руководили Андрей Михайлович Батаев (прибыл из Красноярска-45, работал с февраля 1980 г. по июль 1981 г.), Александр Иосифович Кротов (прибыл из Соснового Бора, работал с 1981 по 1986 г. и Геннадий Петрович Ярославцев (прибыл из Навои, работал с 1986 по 1991 г. В управлении трудилось 18 ИТР и более 150 рабочих (из них 80 % составляли военные строители), максимально до 231 человека. Ежегодно они доставляли и обрабатывали около 1,5 млн тонн различных грузов.
В 1986 году планировалось запустить второй блок, но из-за аварии на Чернобыльской АЭС все работы, связанные с пуском и наладкой блока, были перенесены на 1987 год. Второй блок был запущен 31 августа 1987 года.
В конце 1987 года из-за протестов экологических организаций (см. Авария на Чернобыльской АЭС) и в связи с ухудшившейся экономической ситуацией в СССР было принято решение о приостановке строительства третьего энергоблока Игналинской АЭС и его консервации. В 1989 году работы по строительству третьего энергоблока были полностью остановлены, на тот момент энергоблок был готов на 60 %.
Группа архитекторов, проектировавших город Снечкус, была представлена к Государственной премии СССР, однако премия не была присуждена из-за распада СССР.
На момент восстановления независимости в 1991 году Литва стала 31-м государством мира, использующим ядерную энергию для производства электроэнергии.
В 1993 году была достигнута максимальная производительность АЭС — за год было произведено 12,26 млрд кВт⋅ч электроэнергии, что составило 88,1 % всей произведённой в республике электроэнергии. Этот показатель включён в Книгу рекордов Гиннесса, так как по доле в производстве электроэнергии в национальном масштабе Литва обогнала даже Францию, в которой АЭС производили 78 % необходимой электроэнергии. 

### Вывод из эксплуатации
В 1995 году Европейский банк реконструкции и развития выделил 30 млн экю на ремонт и оснащение Игналинской АЭС, но Швеция отказывалась приступать к работам, пока Беларусь не присоединится к Венской конвенции[уточнить]. В итоге было решено закрыть АЭС ввиду небезопасности её реакторов.
31 декабря 2004 года был остановлен первый блок. 
Шла подготовка к отключению второго реактора. По мере приближению к этому событию в Литве нарастало движение за продление срока эксплуатации. Последний референдум по продлению работы АЭС был провален из-за низкой явки избирателей (меньше 51 %), несмотря на то, что почти 90 % пришедших на референдум высказались за продление работы АЭС. Отключение второго реактора началось в 20:00 по местному времени 31 декабря 2009 года, реактор был остановлен в 23:00. Таким образом, Литва полностью выполнила свои обязательства перед Европейским союзом, согласно принятым Литвой условиям вхождения в ЕС.
В 2010 году начался демонтаж оборудования и систем станции. По состоянию на конец 2012 года из одного реактора ещё не было выгружено ядерное топливо. Завершение выгрузки из обоих блоков произошло 25 февраля 2018 года.
В январе 2014 года на государственном предприятии Игналинская АЭС работало более 2100 человек. Отключение станции привело к росту цен на электроэнергию в Литве.
Стоимость работ по закрытию и демонтажу оборудования станции составляет примерно 3,377 млрд €. Работы финансируется за счет средств ЕС, Литвы, Международного фонда поддержки снятия с эксплуатации ИАЭС, Фондом снятия с эксплуатации Государственного предприятия ИАЭС, и другими источниками. Работы по демонтажу первого реактора планируется начать в 2027 году. Завершить их планируется в 2038 году, что уже на 3 года больше, чем прогноз В. Н. Шевалдина.
На закрытие Игналинской атомной электростанции в 2014—2020 годах выделены средства ЕС в размере 820 млн €. Европейский парламент в ноябре 2018 года подтвердил, что в период с 2021 по 2027 год в соответствии с планом снятия с эксплуатации Игналинской АЭС Литве будет выделено 780 миллионов евро на полное закрытие атомной электростанции. Всего на реализацию проекта понадобится около 907 млн €.

Летом 2017 года после получения лицензии на промышленную эксплуатацию нового промежуточного хранилища для отработанного ядерного топлива возобновилась выгрузка ядерного топлива из реактора 2-го блока. 25 февраля 2018 года была выгружена последняя тепловыделяющая сборка, в обоих реакторах не осталось отработанного ядерного топлива.

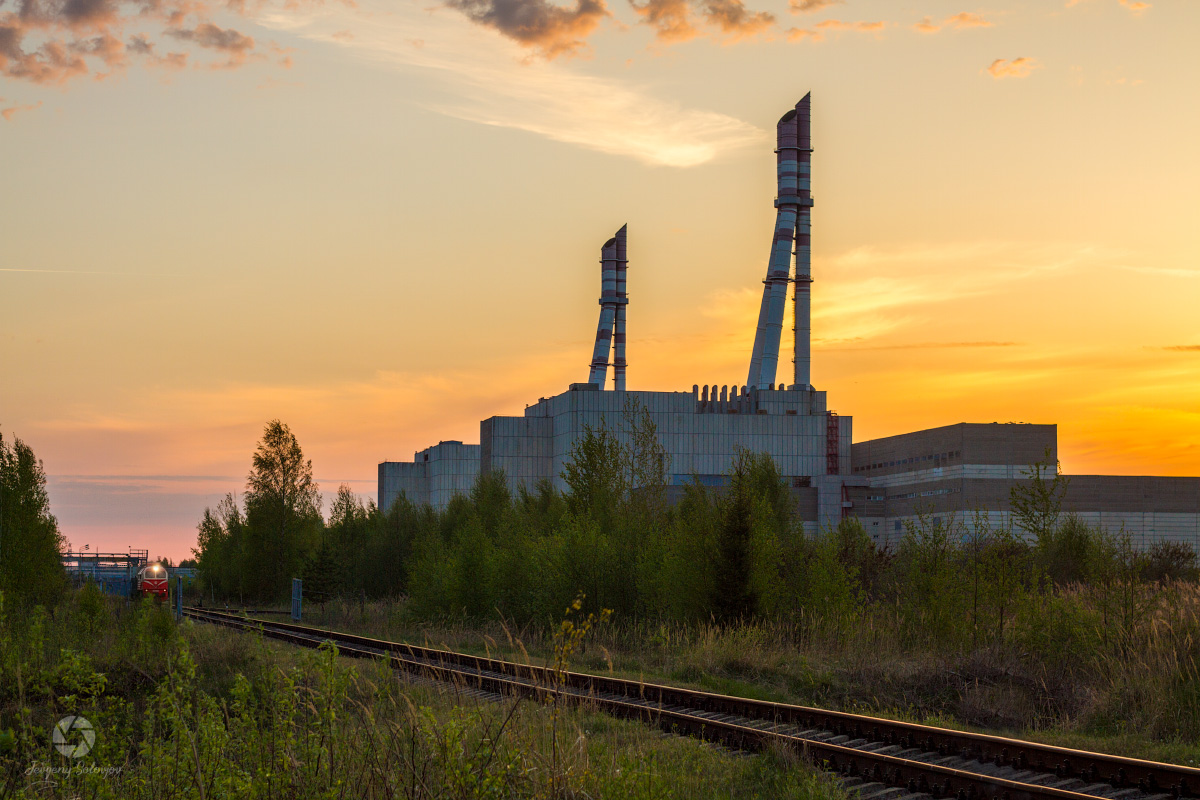
Игналинская АЭС (2018)

По состоянию на ноябрь 2018 года 80 контейнеров с отработанным ядерным топливом уже находились на местах хранения в промежуточном хранилище отработанного ядерного топлива. Однако в мире не было опыта проверенной технологии утилизации облучённого графита из энергоблоков. На литовской станции находилось больше 2 тыс. тонн этого вещества, а в мире — почти 500 тысяч тонн. В апреле 2019 опытно-демонстрационный центр уран-графитовых реакторов МАГАТЭ (город Северск) получил первые патенты на работу робота, выпиливающего фрагменты графитовой кладки и герметично и радиационно безопасно их упаковывающего, отрабатывать эту технологию будет принадлежащая Росатому немецкая компания Nukem Technology, её работу в Литве оплачивает ЕС.
В сентябре 2019 началось строительство могильника (для отходов низкого радиоактивного уровня), был объявлен тендер на возведение двух железобетонных модулей. Ориентировочная цена объекта — 73,1 миллиона евро.
В 2020 году из-за пандемии коронавируса в Литве временно приостановили работы по выводу ИАЭС из эксплуатации.
12 мая 2021 года Игналинская АЭС завершила строительство хранилища (могильника) для низкоактивных отходов. С первого блока все кассеты с «неповрежденным» топливом были вывезены во временное хранилище в августе 2020 года; со второго блока подобное отработанное топливо было вывезено в феврале 2021 года. 13 мая 2021 года в первом энергоблоке не осталось «поврежденного» ядерного топлива — во временное хранилище был доставлен последний контейнер с этим топливом; также начата обработка «поврежденного» ядерного топлива во втором энергоблоке, их планируют завершить в октябре 2021 или в 2022 году. В 2020 году куплено оборудование для тушения реактора. Однако 13 января 2023 Игналинская АЭС завершила выгрузку поврежденного ядерного топлива из второго энергоблока. Последний 150-й контейнер был доставлен в могильник, где в контейнерах они будут храниться 50 лет, а потом они отправятся в могильник.
Снос станции запланирован на 2038 год.

## Происшествия
- 28 марта 1988 года в 1-м энергоблоке произошло повреждение дренажного трубопровода и трубопровода системы выпуска отработанного пара турбины вследствие гидроудара[36].
- В 1992 году группа работников и охранников похитила из реактора кассету с ядерным топливом массой 270 килограммов и длиной 6 метров. Поначалу директор станции В. Н. Шевалдин скрывал факт кражи, однако спустя четыре года были найдены детали кассеты с уникальным номером, и происшествие стало достоянием гласности. Расследование происшествия производилось скрытно и о его результатах ничего не сообщалось в СМИ[37].
- 28 февраля 1994 г. из-за холодной погоды произошло обмерзание защитного противопожарного оборудования на АЭС.
- 5 октября 2010 г. при проведении работ по проекту Б12 — дезактивации системы продувки и расхолаживания и байпасной очистки в контуре многократной принудительной циркуляции (КМПЦ) — в одном из компонентов произошли разгерметизация и утечка за пределы контура применяемых в дезактивации химических реагентов — однопроцентной азотной кислоты и перманганата калия[38].
- В 2017 году в соседнем городе Висагинас было обнаружено загрязнение канализационных вод тритием: 6-8 Бк/л (естественное фоновое значение менее 1 Бк/л)[39].
- 1 апреля 2018 года во время обработки отработанного ядерного топлива в горячей камере 2-го блока часть одной сборки отработанного топлива отцепилась от используемого подъёмного механизма и осталась на дне горячей камеры. При последующем осмотре сборки отработанного топлива наружных повреждений не обнаружено[40].

## В культуре
- Большая часть натурных съёмок энергоблоков в мини-сериале «Чернобыль» происходила на Игналинской АЭС, где, так же, как и в Чернобыле, установлены реакторы РБМК.
- Закрытию станции был посвящён сборник индустриальной музыки Ignalina, Mon Amour[41] в котором приняли участие музыкальные коллективы из Литвы, Латвии, Эстонии, Беларуси и России. Сборник вышел ограниченным тиражом в 100 копий.
- Игналинская АЭС появляется в качестве крайне-детализированной действующей локации в RTS-игре Broken Arrow от steel balalaika. В сюжетной альтернативной реальности игры АЭС продолжает действовать, а в ходе начавшегося вооружённого конфликта России, США и стран Балтии Российская сторона предпринимает операцию по отключению данной АЭС. (как ранее упомянуто в данной статье, АЭС не работает с 2009-го года)